# Miconia espinosae
Miconia espinosae là một loài thực vật có hoa trong họ Mua. Loài này được Markgr. mô tả khoa học đầu tiên năm 1941.